# Rue Adolphe-Thiers (Toulouse)
Pour les articles homonymes, voir Rue Adolphe-Thiers.
La rue Adolphe-Thiers (en occitan : carrièra Adolphe Thiers) est une voie de Toulouse, chef-lieu de la région Occitanie, dans le Midi de la France.

## Situation et accès

### Description
La rue Adolphe-Thiers est une voie publique. Elle se trouve dans le quartier Jules-Julien, au cœur du secteur 5 - Sud-Est.

### Voies rencontrées
La rue Adolphe-Thiers rencontre les voies suivantes, dans l'ordre des numéros croissants :
1. Avenue Jules-Julien
2. Avenue Léon-Viala

## Odonymie
La rue était, à l'origine, désignée comme la rue Bousquet, du nom d'un propriétaire de terrains en bordure. En 1912, elle fut nommée en hommage à Adolphe Thiers (1797-1877), homme politique, président du Conseil (1839-1840), président de la République (1871-1873). En 1871, il dirigea l'écrasement de la Commune de Paris et la répression contre ses partisans : en 1971, Marcelle Rumeau, ancienne résistante et députée communiste de la Haute-Garonne protesta en faveur d'un changement de nom de la rue, ce qui ne se fit finalement pas.

## Patrimoine et lieux d'intérêt
- no  6 : maison toulousaine[3].
- no  15-17 : maison toulousaine (deuxième moitié du XIXe siècle)[4].